# Чарнолузский, Иван Маркович
Чарнолузский, Иван Маркович — наказной полковник Стародубский.

## Биография
О происхождении ничего не известно; по всей вероятности, он происходил из простых казаков. Сведения о нём начинаются с 1691 года, когда он, будучи знатным товарищем Стародубского полка, получил от бывшего тогда полковника Стародубского Михаила Миклашевского позволение засыпать греблю на речке Городянке и построить на ней «млинок и хуторок завести». С этих пор он начинает быстро скупать грунты в Стародубском полку, постоянно получая универсалы от гетманов на различные имения. Сделавшись в 1704 году полковым есаулом Стародубского полка, он получил за свои службы от Мазепы с. Фаевичи, Топальской сотни, которое было раньше во владении его брата, сотника полкового Стародубского Николая Чарнолузского и которым завладел было полковник Миклашевский. Будучи полковым есаулом, в 1706 г. Чарнолузский был взят под Несвижем шведами в плен, из которого был выкуплен родными в следующем году. По выходе из плена он был сразу поставлен полковым сотником, для чего был смещен его предшественник — сотник Осип Елинский. Очевидно, он и с новым гетманом — Скоропадским — умел ладить, так как постоянно получал от него универсалы на имения. Так, например, прибавил к своим имениям, кроме имений умершего брата, ещё с. Душкин под Стародубом, которое выпросил сначала у магистрата во временное пользование, а потом выхлопотал на него гетманский универсал; в 1720 г. он получил подтвердительный гетманский универсал на бывшее имение брата, с. Меленск, полковой сотни.
Сотником Чарнолузский оставался до 1723 года, когда был вызван в Москву по делу о Почепском межевании дьяка Лосева. Это дело состояло в том, что во время отсутствия государя был издан указ, которым узаконялся захват Меншиковым различных земель под Почепом в своё владение. Отменив этот указ, царь, вместе с тем, вызвал в Москву и тех лиц из Малороссийской старшины, которые участвовали в этом межевании. 10 февраля 1723 года Чарнолузский выехал в Москву вместе с другими. Наказным полковником Стародубским Чарнолузский стал с 1719 г., когда умер Лукьян Иванович Жоравка, бывший тогда полковником, и место его осталось вакантным. Очевидно, Чарнолузский пользовался покровительством кого-нибудь из влиятельных лиц в Петербурге, так как при его назначении на эту должность были обойдены многие из старшин, имевших за собою более прав на наказное полковничество, чем он. Оставался Чарнолузский наказным полковником до февраля 1722 г., когда на его место был назначен Петр Корецкий. Выехав в Москву в 1733 г. по делу Лосева, Чарнолузский так и не возвратился на родину. Он умер в Москве в 1725 году.